# Triaenodes intricata
Triaenodes intricata là một loài Trichoptera trong họ Leptoceridae. Chúng phân bố ở miền Australasia.